# Me Gusta (песня Анитты)
«Me Gusta» — песня бразильской певицы Анитты, записанная при участии американской рэперши Карди Би и пуэрто-риканского рэпера Майка Тауэрса. Песня войдёт в предстоящий пятый студийный альбома Анитты Girl from Rio. Песня была выпущена в качестве лид-сингла с альбома на лейбле Warner Records 18 сентября 2020 года. Клип на песню был снят в Сальвадоре и выпущен в тот же день, что и песня.

## Чарты
| Чарт (2020)                                | Пиковая позиция |
| ------------------------------------------ | --------------- |
| Аргентина (Monitor Latino)                 | 15              |
| Бельгия/Валлония (Ultratip Bubbling Under) | 16              |
| Бразилия (Pop Internacional)               | 1               |
| Бразилия (UBC Top 10 streaming)            | 3               |
| Бразилия (Top 100 Airplay)                 | 15              |
| Канада (Billboard Canadian Hot 100)        | 92              |
| Колумбия (National-Report)                 | 22              |
| Колумбия (Monitor Latino Pop)              | 8               |
| Эквадор (Monitor Latino)                   | 6               |
| Мир (Billboard Global 200)                 | 37              |
| Греция (IFPI)                              | 92              |
| Гондурас (Monitor Latino Pop)              | 7               |
| Венгрия (Single Top 40)                    | 40              |
| Ирландия (IRMA)                            | 63              |
| Литва (AGATA)                              | 98              |
| Мексика (Billboard)                        | 21              |
| Мексика (Billboard Pop Espanol Airplay)    | 4               |
| Мексика (Monitor Latino Pop)               | 13              |
| Новая Зеландия (RMNZ Hot Singles)          | 16              |
| Панама (Monitor Latino Pop)                | 10              |
| Перу (Monitor Latino)                      | 12              |
| Португалия (AFP)                           | 19              |
| Пуэрто-Рико (Monitor Latino)               | 15              |
| Испания (PROMUSICAE)                       | 82              |
| Швейцария (Schweizer Hitparade)            | 56              |
| США (Billboard Hot 100)                    | 91              |
| США (Billboard Hot Latin Songs)            | 5               |
| США (Billboard Latin Airplay)              | 31              |
| США (Billboard Latin Pop Airplay)          | 7               |
| США (Billboard Latin Rhythm Airplay)       | 20              |
| Венесуэла (Monitor Latino Pop)             | 3               |

## Сертификации и продажи
| Регион | Сертификация  | Продажи |
| --- | ------------- | ------- |
| Бразилия (ABPD) | 2× Платиновый | 80 000  |
| * Данные о продажах приведены только на основе сертификации. · ^ Данные о тиражах приведены только на основе сертификации. · Данные о продажах + прослушиваниях приведены только на основе сертификации. |               |         |